# Dendrasteridae
De Dendrasteridae zijn een familie van zee-egels (Echinoidea) uit de orde Clypeasteroida.

## Geslachten
- Dendraster L. Agassiz, 1847